# 이레나 센들러

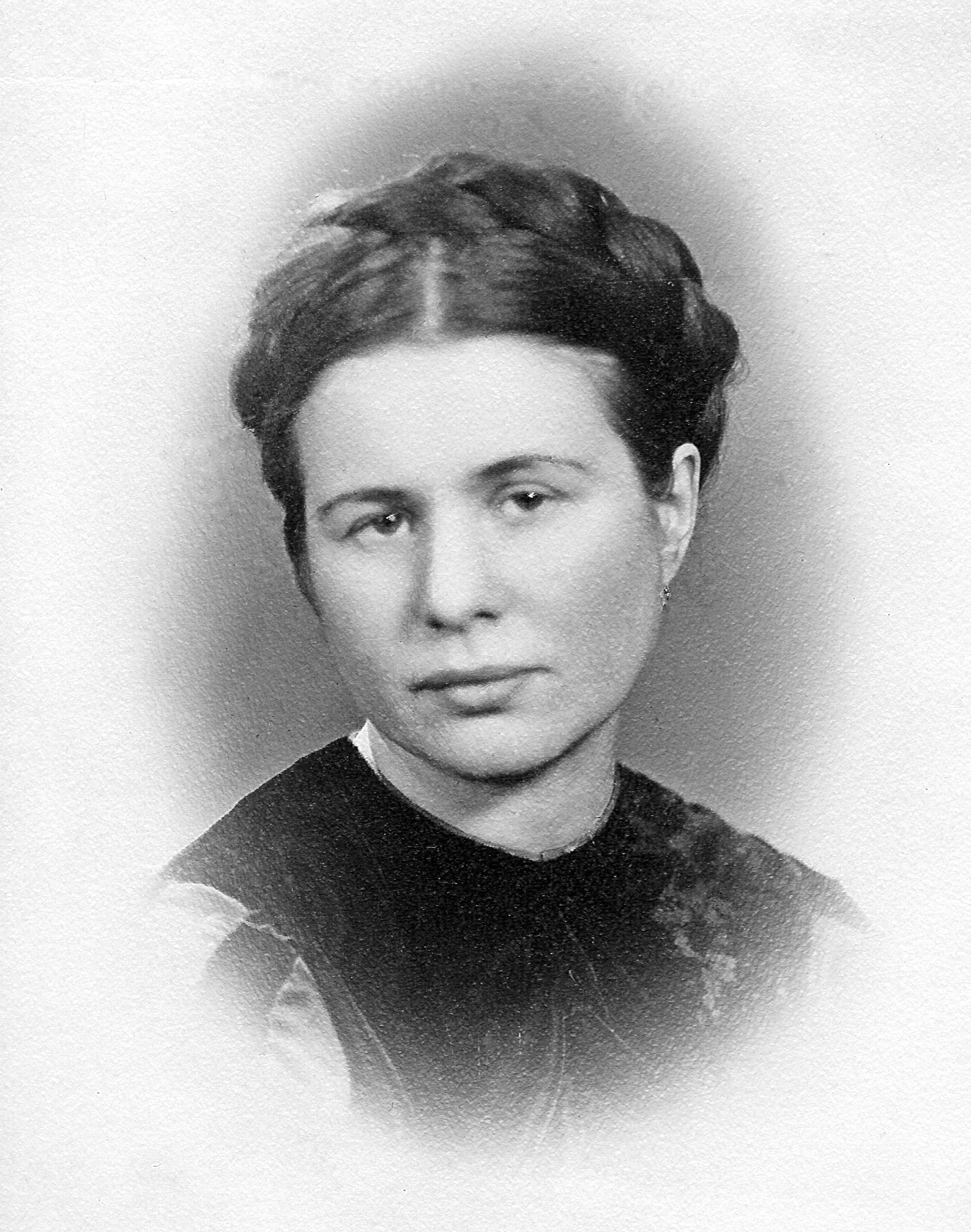

이레나 센들러(폴란드어: Irena Sendler 이레나 센들레르[*])라는 이름으로 잘 알려진 이레나 스타니스와바 센들레로바(폴란드어: Irena Stanisława Sendlerowa, 1910년 2월 15일~2008년 5월 12일)는 폴란드의 사회복지사, 간호사, 인도주의자로 독일이 점령한 바르샤바에서 제2차 세계 대전 중 폴란드 지하 저하운동에 참여한 인물로 잘 알려져 있다.
1930년대에 자유 폴란드 대학교와 연계된 활동가들 중 한 명으로 활동했으며 1935년부터 1943년 10월까지 바르샤바의 사회 복지 공중보건부에서 일했다. 센들러는 수십 명의 다른 사람들과 함께 바르샤바 게토 밖으로 유대인 어린이들을 밀반출한 다음, 폴란드 가족이나 고아원과 가톨릭 수녀원 등 보호 시설에 위조 신분 증명서와 은신처를 제공하여 어린이들을 대량학살되지 않도록 구했다.
독일 점령군은 센들러가 폴란드 지하운동에 연루되었다고 의심했고, 1943년 10월 게슈타포에게 구속을 당했으나 구출된 유대인 아이들의 이름과 위치 목록을 숨겨서 이 정보가 게슈타포의 손에 넘어가는 것을 막았다. 그는 사형 선고를 받았지만 예정된 처형일에 겨우 탈출했다.
전후 공산주의 폴란드 성립 후에도 사회 운동을 계속했다. 1965년에 이스라엘 정부로부터 열방의 의인으로 인정받았다. 센들러가 받은 훈장 중에는 1946년 유대인을 구한 공로로 수여된 금검십자 공로 훈장과 말년에 전쟁 중 인도주의적 노력을 인정받아 수상한 폴란드 최고의 영예인 백수리 훈장이 있다. 

## 수훈
- 백수리 훈장(2003년 11월 10일)
- 사령관십자 폴란드 재건국 성장(2001년 11월 7일)
- 사령관십자 폴란드 재건국 훈장(1996년 6월 12일)
- 기사십자 폴란드 재건국 훈장(1963년)
- 금검십자 공로 훈장(1947년)
- 미소 훈장(2007년 4월 11일)
- 에케 호모 훈장(2002년)